# Dictyna sierra
Dictyna sierra är en spindelart som beskrevs av Chamberlin 1948. Dictyna sierra ingår i släktet Dictyna och familjen kardarspindlar. Inga underarter finns listade i Catalogue of Life.